# Постный (Чечня)
По́стный (чечен. Постни) — хутор в Наурском районе Чеченской Республики. Входит в Калиновское сельское поселение.

## География
Расположен на северо-востоке от районного центра станицы Наурской.
Ближайшие населённые пункты: на юго-востоке — село Фрунзенское, на юго-западе — село Ульяновское, на западе — хутор Козлов.

## История
Основан в 1780 году. В 1926 году состоял из 3 дворов, основное население — великоруссы. В административном отношении входил в состав Калиновского сельсовета Наурского района Терского округа:62—63.
По данным переписи 2002 года, на хуторе проживало 134 человека (мужчин и женщин поровну — по 67 человек), 100 % населения составляли чеченцы.

## Население
| 1926 | 1990 | 2002 | 2010 |
| ---- | ---- | ---- | ---- |
| 16   | ↗160 | ↘134 | ↗396 |